# Station Viersen
Station Viersen is een station in de plaats en gemeente Viersen in de Duitse deelstaat Noordrijn-Westfalen. Het station ligt aan de lijnen Viersen - Venlo en Mönchengladbach - Krefeld-Oppum. Voorheen lag het ook aan de lijn Neersen - Viersen.
0: Viersen ·
5: Dülken ·
10: Boisheim ·
13: Breyell ·
18: Kaldenkirchen ·
21: Venlo
63,9: Mönchengladbach Hbf ·
68,8: Viersen-Helenabrunn ·
71,2: Viersen Gbf ·
72,6: Viersen ·
72,7: Viersen BM ·
77,8: Anrath ·
81,0: Forsthaus ·
Krefeld Süd ·
87,4: Krefeld Hbf ·
Krefeld Gbf ·
90,5: Krefeld-Oppum